# Semqen
Semqen (también Šamuqēnu) fue un gobernante hicso del Bajo Egipto durante el Segundo Período Intermedio a mediados del siglo XVII antes de Cristo, a. 1631-1625 a. C.. Según Jürgen von Beckerath, fue el tercer rey de la XVI Dinastía y un vasallo de los reyes hicsos de la decimoquinta Dinastía. Esta opinión fue compartida por William C. Hayes y Wolfgang Helck, pero recientemente fue rechazada por Kim Ryholt. En su estudio de 1997 sobre el Segundo Período Intermedio, Ryholt argumenta que los reyes de la XVI Dinastía gobernaron un reino tebano independiente c. 1650-1530 a. C. En consecuencia, Ryholt ve a Semqen como uno de los primeros reyes hicsos de la XV dinastía, quizás su primer gobernante. Este análisis ha convencido a algunos egiptólogos, como Darrell Baker y Janine Bourriau,  pero no a otros, incluido Stephen Quirke. 

## Certificados
La única certificación contemporánea de Semqen es un escarabajo de esteatita marrón de Tell el-Yahudiyeh en el Delta del Nilo. Significativamente, el escarabajo le da el título de Heka-chasut, "Gobernante de las tierras extranjeras", un título exclusivamente asociado a losprimeros gobernantes hicsos, además, el diseño del escarabajo indica que probablemente se produjo durante el día la decimocuarta o la decimoquinta dinastía, siendo la más probable esta última. 
La ubicación original del sello, el título con el que está inscrito y su diseño llevaron a Kim Ryholt a proponer que Semqen pertenecía a la dinastía XV, aunque también señala la naturaleza conjetural de esta proposición. Ryholt agrega además que el título Heka-chasut, incluso si está fechado de forma segura en la XV Dinastía, puede no haber sido llevado solo por los gobernantes de esta dinastía.

## Titulatura
Heka-chasut Semqen
Señor de tierras extranjeras Semqen
Ḥq3-ḫ3swt-smqn
| S38 | q | N25 · Z2 | s | m | q · n |